# Rio Chişer
O Chișer é um rio da Romênia, afluente do Crișul Alb, localizado no distrito de Arad.